# Sondra Perry
Sondra Perry, née en 1986 à Perth Amboy est une artiste contemporaine, performeuse et vidéaste américaine.  Elle s'inspire de sa propre expérience pour explorer les notions de race, d'identité des femmes noires et de l'histoire afro-américaine.

## Biographie
Sondra Perry obtient un BFA en arts visuels de l'Université Alfred (en) en 2012, et un master de l'université Columbia en 2015. En 2016, son travail Resident Evil est exposé à la galerie de New York, The Kitchen. Son travail est présenté au MoMA PS1, en 2016 et au musée d'art contemporain de Los Angeles. Le travail de Sondra Perry a été présenté au cinéma Tribeca de New York, à Paris, à Lu Xun Académie des Beaux Arts (en) à Shenyang et à Barcelone. En 2017, Sondra Perry expose flesh out, au festival de film et d'art vidéo Squeaky Wheel à New York. En France, son travail est montré aux Ateliers de Rennes en 2018.

## Description de  son œuvre
Le travail de Sondra Perry porte sur les Noirs, notamment les femmes noires, l'identité afro-américaine et la représentation des Noirs dans l'histoire.
Pour la série Red Summer en 2010, Sondra Perry photographie ses grands-parents dans leur arrière-cour obscurcie par la fumée des bombes mettant en scène la destruction physique de villes comme Washington et Chicago. 
Exposé en 2013 au Studio Museum de Harlem, Double Quadruple Etcetera Etcetera I présente pendant 9 minutes, une séquence de trente secondes d'un homme qui danse dans une pièce au décor de fond blanc. 
Lineage for a Multiple Monitor Workstation: Number One, vidéo de 26 minutes réalisée en 2015 explore la relation entre l'identité et le rituel. Sondra Perry a écrit cette pièce narrative en s'inspirant de sa propre histoire familiale. elle y inclut des souvenirs de famille, des clips vidéos, des chansons et des effets numériques. 
Resident Evil examine comment les médias traitent de la question noire. Il s'agit d'images de l'émeute de 2015 à Baltimore, consécutive à la mort de Freddie Gray,. 
En 2018, Sondra Perry présente une installation Typhoon coming on à la Serpentine Galleries. Elle crée un environnement immersif avec un paysage sonore  pour projeter une image modifié à l'aide du logiciel d'animation Blender du bateau négrier, peinture réalisée par William Turner en 1840, pour soutenir l'abolition de l'esclavage. Ce tableau représente la noyade de 133 esclaves jetés par-dessus bord par le capitaine du navire-esclave britannique Zong, afin de réclamer une indemnisation auprès de son assureur pour « biens » perdus.

## Expositions personnelles
- Resident Evil, The Kitchen, New York, 2016
- MoMA PS1, New York, 2016
- Musée d'Art Contemporain de Los Angeles, 2016
- Serpentine Galleries, Londres, 2018

## Prix et distinctions
- 2017 : subvention de la fondation Louis Comfort Tiffany [13]
- 2017 : prix Gwendolyn Knigth et  Jacob Lawrence Prix[14]
- 2018 : MOCA Clevelands Tobys Prix[15]